# João Gomes (schermidore)
João Carlos Simões Ribeiro Gomes (Lisbona, 12 luglio 1975) è un ex schermidore portoghese, specializzato nella spada.

## Palmarès
In carriera ha conseguito i seguenti risultati:
- Europei di scherma

Limoges 1996: bronzo nel fioretto individuale.
Funchal 2000: oro nel fioretto a squadre e bronzo individuale.
Bourges 2003: argento nel fioretto individuale.